# جایزه شید
جایزه شید یک جایزه مستقل و تخصصی عکاسی است که هر سال به یک عکاس در حوزه عکاسی مستند اجتماعی اعطا می‌شود.
این جایزه یکی از جوایز معتبر عکاسی در ایران است که از سال ۲۰۱۰ برگزار می‌شود. از دوره پنجم این جایزه، یک شورای سیاست‌گذاری بر فعالیت‌های جایزه عکس شید و پروژه‌های جنبی آن نظارت می‌کند. شید به معنای نور و روشنایی است.
هر ساله جایزه شید با دعوت از عکاسان مستند اجتماعی، از آن‌ها می‌خواهد تا مجموعه عکس‌های خود را برای رقابت در این جایزه ارسال کنند. هیاتی از عکاسان شناخته شده ایرانی و خارجی آثار دریافتی را داوری می‌کنند و نهایتاً تنها یک عکاس به عنوان برنده جایزه معرفی می‌شود. جایزه نقدی نفر برنده تنها یک سکه بهار آزادی است که از دور اول جایزه شید ثابت مانده‌است. علاوه بر جایزه نقدی، نفر برنده تندیس شید را نیز دریافت می‌کند.

## دوره اول
دوره اول این جایزه در سال ۲۰۱۰ برگزار شد. روشن نوروزی بنیان‌گذار و دبیر نخستین دوره جایزه عکس شید بود و اد کاشی، کامران جبرئیلی، جهانگیر رزمی، کاوه کاظمی و پیمان هوشمندزاده هیئت داوران نخستین دوره جایزه را تشکیل می‌داد.
نخستین دوره جایزه عکس شید، تنها دوره‌ای بود که عکاسان می‌توانستند مجموعه عکس‌های مستند اجتماعی از خارج از ایران را هم به جایزه ارسال کنند.
مراسم اختتامیه هم‌زمان با جشن نخستین سالگرد تأسیس سایت عکس آنلاین در تالار ایوان شمس تهران برگزار شد و با رای هیئت داوران، نخستین جایزه عکس شید به بهروز مهری، عکاس خبرگزاری فرانسه به خاطر مجموعه عکس‌هایش از پاکستان اعطا شد.
در نخستین دوره جایزه شید با همکاری آسایشگاه معلولین و سالمندان کهریزک، مسابقه عکاسی «زیر آسمان کهریزک» میان مددجویان این آسایشگاه برگزار شد و در مراسم پایانی، جوایز برگزیدگان این مسابقه نیز اعطا شد. علاوه بر این در مراسم اختتامیه از مهدی منعم به پاس انتشار کتاب عکس «قربانیان جنگ ۱»، تورج ربانی و عمید راشدی به پاس تولید فیلم مستند «عکس ناتمام: بهمن جلالی» و مریم زندی به پاس حمایت‌هایش از جامعه عکاسی ایران با اعطای نشان عکس آنلاین تجلیل شد.

## دوره دوم
در دوره دوم برگزاری جایزه عکس شید، هیئت پنج نفره داوران به پیشنهاد دبیر جایزه، پیمان هوشمندزاده انتخاب گردیدند. داوران این دوره از جشنواره شهیدالعلم، منوچهر دقتی، کاوه کاظمی، محسن راستانی و حسین فاطمی بودند و در نهایت جایزهٔ این دوره به خاطر دو مجموعهٔ «باغ انگوری» و «عروسک کوکی» به تهمینه منزوی رسید. همچنین در دومین دوره جایزه شید، ۷ عکاس زیر ۳۰ سال از جانب هیئت داوران به عنوان استعدادهای جوان عکاسی مستند اجتماعی ایران معرفی شدند.
در این دوره، نمایشگاهی از مجموعه عکس‌های برگزیده در خانه هنرمندان ایران برپا شد و در مراسم اختتامیه نیز از اسماعیل عباسی به پاس ترجمه کتاب فتوژورنالیسم، کتایون ده‌چمنی به پاس ایجاد گالری شماره شش، انجمن عکاسان خانه تئاتر به پاس تأمین هزینه‌های درمان مجید بهرامی بازیگر مبتلا به سرطان و کافه مانیا به پاس برپایی نمایشگاه‌های عکاسی مستند اجتماعی با اعطای نشان عکس آنلاین تجلیل شد.

## دوره سوم
سومین دوه این جایزه به دبیری نیوشا توکلیان و با حضور پاتریک ویتی، آلفرد یعقوب‌زاده، محسن شاندیز، بهروز مهری و عباس کوثری در ترکیب هیئت داوران برگزار شد.
سومین جایزه شید به خاطر مجموعه عکس «بابا اسید ریخت» دربارهٔ سمیه مهری و دخترش که قربانی اسیدپاشی شده بودند به ابوالفضل نسائی رسید. پس از برگزیده شدن این مجموعه در جایزه شید، مجله تایم این مجموعه عکس را منتشر کرد.
نمایشگاه آثار برگزیده این دوره در گالری محسن برگزار شد. همچنین در مراسم اختتامیه که در خانه هنرمندان ایران برپا شد، از آژانس عکس جام به پاس تداوم مستقل و حرفه‌ای در عرصه عکاسی مستند اجتماعی، سولماز حدادیان به پاس ترجمه کتاب «عکاسی زیر آتش» و سیف‌اله صمدیان به پاس ۲۰ سالگی مجله تصویر و ۱۰ سالگی جشن تصویر سال با اعطای نشان عکس آنلاین تقدیر شد.

## دوره چهارم
در دوره چهارم برگزاری جایزه عکس شید، مهدی قاسمی به‌عنوان دبیر این دوره فعالیت کرد و استفانی سینکلر، منوچهر دقتی، محمود کلاری، نیوشا توکلیان و علی آقاربیع هیئت داوران چهارمین دوره جایزه شید را تشکیل دادند. در نهایت عبدالله حیدری با مجموعهٔ «بچه‌های مدرسه شین‌آباد» به عنوان برگزیده جایزه شید معرفی شد. در این دوره، نمایشگاهی از مجموعه عکس‌های برگزیده در گالری محسن برپا شد و دو نشان سایت «عکس آنلاین» برای جریان‌سازی تأثیرگذار در حوزه عکاسی، به علی‌اکبر شیرژیان به خاطر تألیف کتاب «عکاسی مستند» و رعنا جوادی، همسر  بهمن جلالی، به خاطر انتشار نشریه تخصصی «عکسنامه» اعطا کرد.

## دوره پنجم
در دوره پنجم جایزه شید یک شورای سیاست‌گذاری متشکل از بهروز مهری، پیمان هوشمندزاده و روشن نوروزی انتخاب داوران را بر عهده داشتند و بنا شد تا 5 داور ایرانی پنجمین دوره این جایزه را داوری کنند. هیات داوران این دوره به شرح زیر اعلام شدند: پیمان هوشمندزاده، مهران مهاجر، مهدی وثوق نیا، آرش خاموشی و جلال شمس آذران.
نمایشگاه آثار برگزیده پنجمین دوره جایزه شید در گالری ممیز خانه هنرمندان ایران برگزار شد و در حالی که هیئت داوران آن، هیچ مجموعه‌ای را به‌عنوان برنده تندیس «شید» معرفی نکرد، به پایان رسید.
در مراسم اختتامیه این دوره نادر داوودی اجرای مراسم را برعهده داشت و رضا کولغانی، مجید سالاری و آرش رییسی اجرای موسیقی را برعهده داشتند.
| دوره       | دبیر / شورای سیاست‌گذاری                               | هیات داوران                                                                                      | برنده جایزه     | نمایشگاه            |
| ---------- | ----------------------------------------------------- | ------------------------------------------------------------------------------------------------ | --------------- | ------------------- |
| دوره اول   | ---                                                   | اد کاشی، کامران جبرئیلی، جهانگیر رزمی، کاوه کاظمی و پیمان هوشمندزاده                             | بهروز مهری      | برگزار نشد          |
| دوره دوم   | ---                                                   | شهیدالعلم، منوچهر دقتی، کاوه کاظمی، محسن راستانی و حسین فاطمی                                    | تهمینه منزوی    | خانه هنرمندان ایران |
| دوره سوم   | نیوشا توکلیان                                         | پاتریک ویتی، آلفرد یعقوب‌زاده، محسن شاندیز، بهروز مهری و عباس کوثری                               | ابوالفضل نسائی  | گالری محسن          |
| دوره چهارم | مهدی قاسمی                                            | استفانی سینکلر، منوچهر دقتی، محمود کلاری، نیوشا توکلیان و علی آقاربیع                            | عبدالله حیدری   | گالری محسن          |
| دوره پنجم  | بهروز مهری، پیمان هوشمندزاده، روشن نوروزی             | پیمان هوشمندزاده، مهران مهاجر، مهدی وثوق نیا، آرش خاموشی و جلال شمس آذران                        | برنده اعلام نشد | خانه هنرمندان ایران |
| دوره ششم   | بهروز مهری، پیمان هوشمندزاده، روشن نوروزی             | نادر داوودی، رضا معطریان، آرش خاموشی، بهنام صدیقی و عباس حاجی محمدی                              | جلال شمس آذران  | گالری شیرین         |
| دوره هفتم  | بهروز مهری، پیمان هوشمندزاده، روشن نوروزی             | سیف‌اله صمدیان، یومی گوتو، بهروز مهری، نیوشا توکلیان و محمدرضا سلطانی                             | عادل پازیار     | خانه هنرمندان ایران |
| دوره هشتم  | نیوشا توکلیان، مهدی وثوق‌نیا، آرش خاموشی و روشن نوروزی | هیأت انتخاب: شورای سیاست‌گذاری هیأت داوران: کاوه کاظمی، امید صالحی و نیوشا توکلیان                | بدون برنده      | گالری راه ابریشم    |
| دوره نهم   | نیوشا توکلیان، مهدی وثوق‌نیا، آرش خاموشی و روشن نوروزی | پیمان هوشمندزاده، مهدی وثوق‌نیا، نیوشا توکلیان، غزاله هدایت، جمشید حاتم، علی آقاربیع و مهدی قاسمی | نرجس نادری‌نژاد  | گالری راه ابریشم    |